# Leptoctenus
Leptoctenus là một chi nhện trong họ Ctenidae.